# 時間悖論影子寫手
《時間悖論影子寫手》（日语：タイムパラドクスゴーストライター），是由擔任原作、伊達恒大作畫的少年漫畫，於集英社旗下雜誌《週刊少年Jump》2020年24號開始連載，同年39號完結，單行本全2冊。

## 劇情概要
24歲的漫畫家佐佐木哲平夢想在《Jump》上連載，雖然努力但創作能力平平，4年來投稿都被打回票，就在即將放棄夢想時意外發現家中的微波爐裡竟然出現10年後的《Jump》。當中的一篇新作品《White Knight》令佐佐木驚為天人，但由於事情太過離奇，讓他誤以為一切都是幻覺，而《White Knight》是自己靈光一閃想到的點子，於是畫出了短篇，投稿後獲得好評和刊登機會。後來佐佐木才發現那天的事情全是真的，10年後的《Jump》每周都還會傳送新的一期過來。佐佐木因為抄襲行為面臨罪惡感，但因為讀者的熱烈迴響而硬著頭皮接下連載。不久後他和《White Knight》的作家、當時還未出道的年輕女生藍野伊月初見面，佐佐木選擇向她坦承一切但不被採信，反而被對方當成有相似特質的人而加以崇拜。佐佐木開始連載後，藍野成了他的助手之一。就在連載進行之時，微波爐開始顯示出來自另一個時空的不祥訊息，並揭示佐佐木成為「影子寫手」的真正緣由。

## 出版書籍
| 集數 | 集英社 | 集英社        | 集英社                 |
| 集數 | 副標題 | 發售日期      | ISBN                   |
| ---- | ------ | ------------- | ---------------------- |
| 1    |        | 2020年8月4日  | ISBN 978-4-08-882384-3 |
| 2    |        | 2020年10月2日 | ISBN 978-4-08-882431-4 |

## 反響
本作因為涉及抄襲行為的題材而在部分讀者之間引發非議。

## 備註
1. 圖中的男性為主角佐佐木哲平，一旁的女性是藍野伊月，後方則是傳送來10年後的《Jump》的微波爐。
2. ↑  圖中的男性為主角佐佐木哲平，一旁的女性是藍野伊月，後方則是傳送來10年後的《Jump》的微波爐。
3. ↑  是英文「time paradox」的片假名寫法，意指时间悖论；則是英文「ghostwriter」的片假名寫法，中文裡的類似詞彙有捉刀人、影子寫手、代筆人等等。

## 外部連結
- 《時間悖論影子寫手》集英社官方網站 （页面存档备份，存于）